# إدوارد مارشال
إدوارد مارشال (بالإنجليزية: Edward Marshall)‏ هو مجدف أمريكي، (ولد في فيلادلفيا في الولايات المتحدة 1908  م).

## وصلات خارجية
- إدوارد مارشال على موقع الاتحاد الدولي للتجديف (الإنجليزية)
- إدوارد مارشال على موقع اللجنة الأولمبية الدولية (الإنجليزية)
- إدوارد مارشال على موقع أوليمبيديا (الإنجليزية)